# Palazzo della Spuerkeess
Il Palazzo della Spuerkeess (in francese Palais de la Banque et caisse d'épargne de l'État, in lussemburghese Spuerkeessgebai) è uno storico edificio della città di Lussemburgo in Lussemburgo.

## Storia
L'edificio, progettato dall'architetto Jean-Pierre Koenig, venne costruito per ospitare la banca lussemburghese Spuerkeess. Il palazzo venne inaugurato il 15 novembre 1913, senza cerimonia ufficiale, a tre anni dall'avvio dei lavori.

## Descrizione
L'edificio, situato nel centro di Lussemburgo nel quartiere di Gare sulla Place de Metz nelle immediate vicinanze del Ponte Adolfo, presenta uno stile neorinascimentale d'ispirazione francese e con elementi Art Nouveau. L'elemento più marcante è la sua torre dell'orologio avente pianta poligonale e un'altezza di 46 metri.
L'ingresso principale è affiancato da due sculture, opera di Jean Mich. A sinistra si trova Mercurio, il dio romano del commercio, vestito con una tunica corta e un mantello, raffigurato con una cornucopia in una mano e un rotolo di pergamena nell'altra. Sulla destra dell'ingresso si trova la dea Fortuna con addosso un abito lungo e un mantello e un sacchetto pieno e un rotolo di pergamena nelle mani.

## Galleria d'immagini

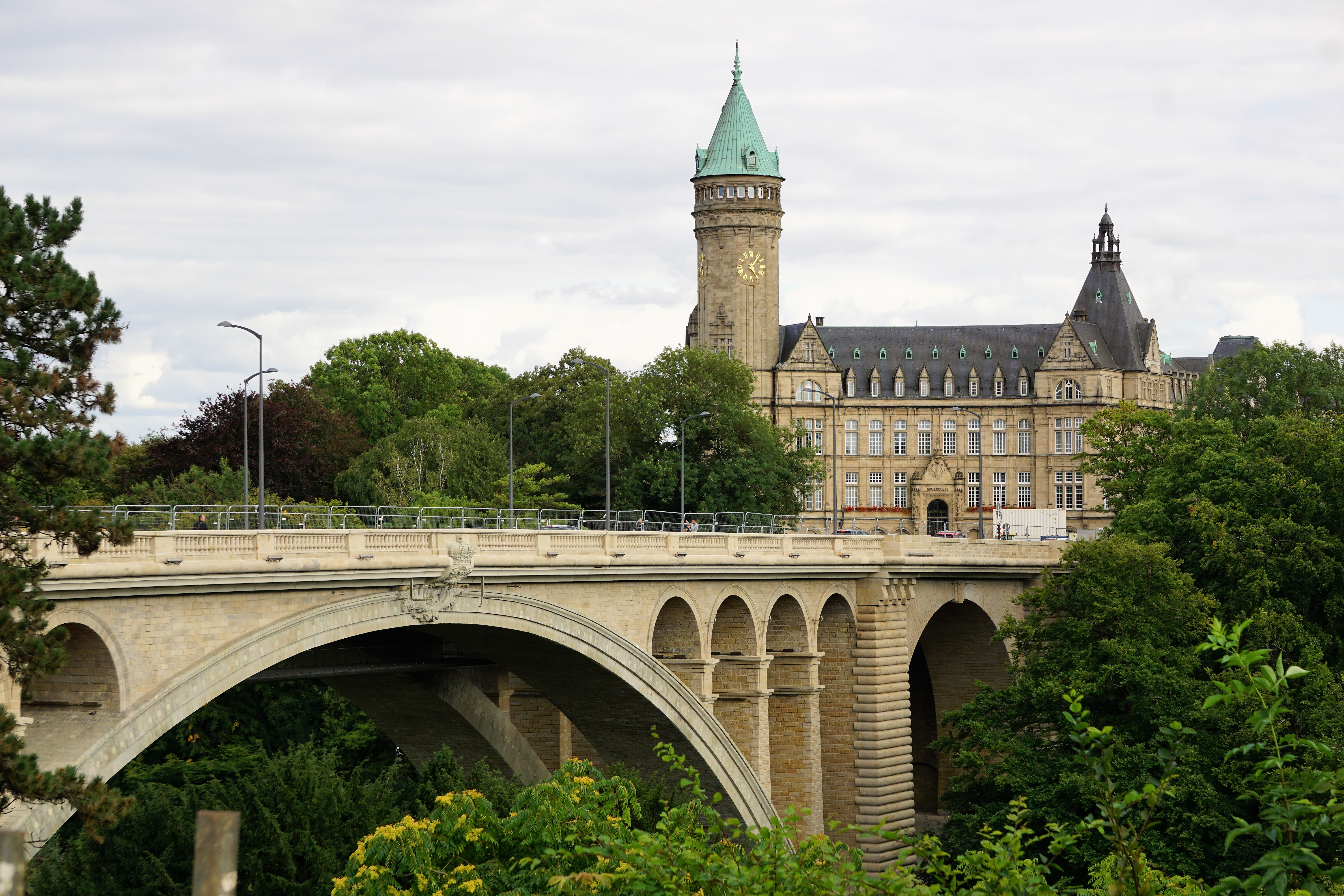
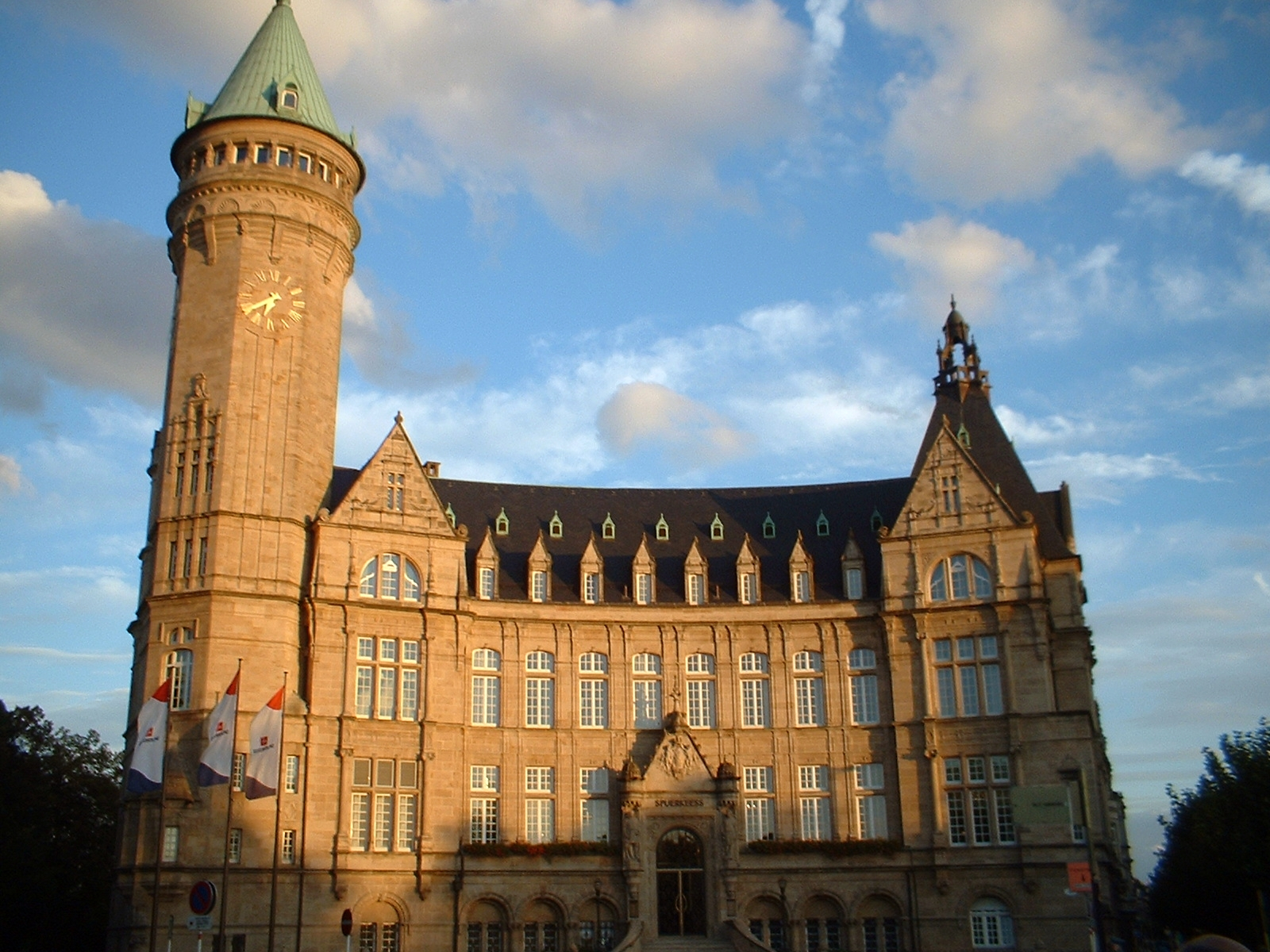
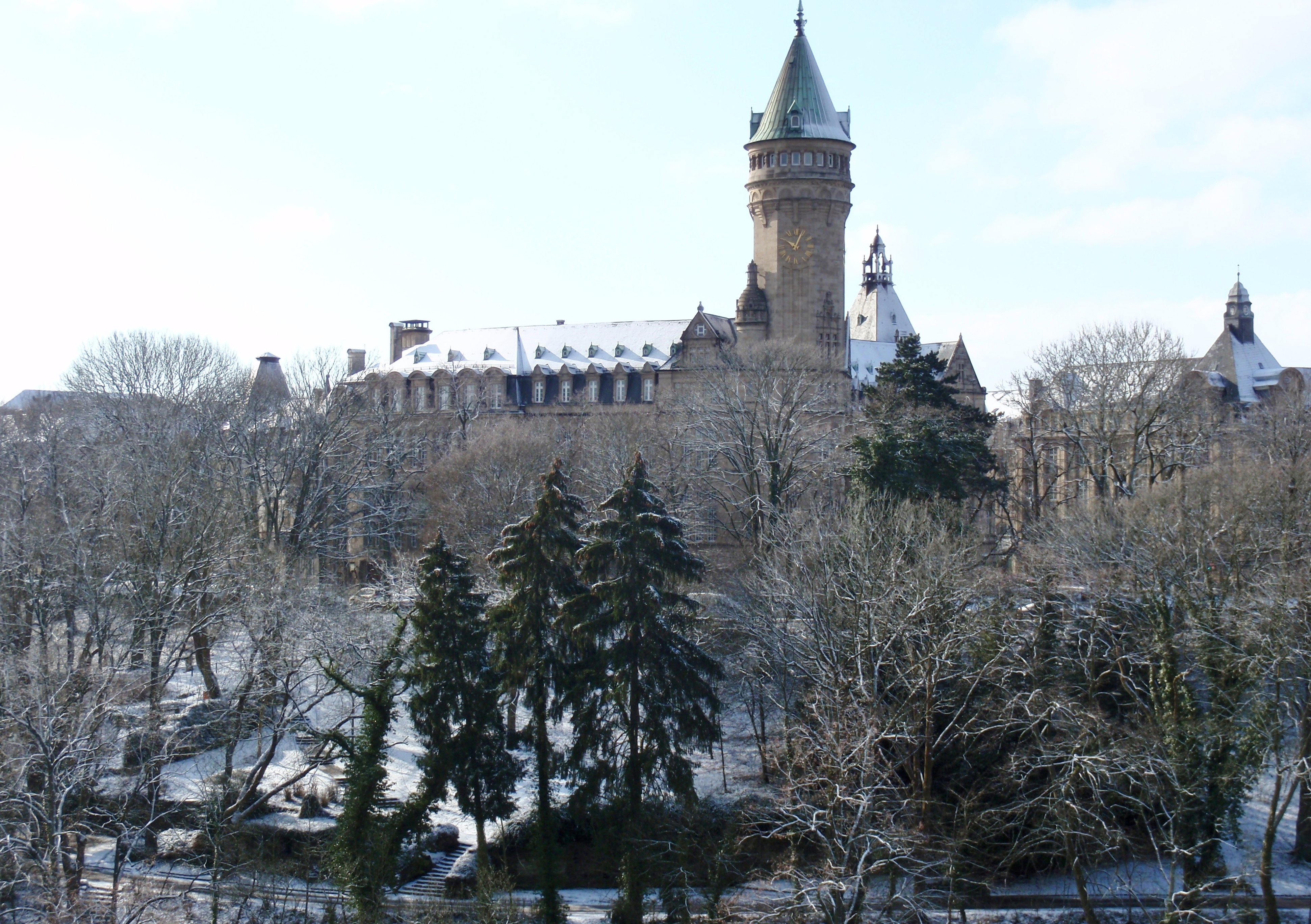